# 麦芽シロップ

麦芽シロップ

麦芽シロップ（ばくがシロップ、Barley malt syrup）は、大麦の麦芽から抽出された甘味料である。

## 概要
大麦麦芽シロップには、マルトースが約65％、炭水化物が約30％、貯蔵タンパク質が約3％含まれている。麦芽シロップは暗褐色で粘り気があり、独特の強い風味がある。甘味は上白糖の半分程度とされている。麦芽シロップは、麦芽の風味づけのため、他の甘味料と組み合わせて使用される場合もある。麦芽エキス、またはモルトシロップとも呼ばれるが、コーンシロップやその他の穀物のシロップが「麦芽エキス」と誤って表示される例がある。

## 用途
麦芽エキスは粉末状でも販売され、パンや焼き菓子作りにおいて色付けや香り付けに使用される。麦芽の風味を加えるため、 麦芽飲料や飴に配合される麦芽乳の代用として使用されるか、麦芽ミルクに添加される。酵母生地に麦芽シロップを加えると、麦芽に含まれる酵素の働きで発酵が加速される。

## 歴史
麦芽シロップは、紀元前10世紀から10世紀の中国においては蜂蜜と並び最も重要な甘味料の1つであった。6世紀の中国の古典書である斉民要術には、大麦からの麦芽シロップの抽出方法に関する記載がある。麦芽シロップは、中国の伝統的な菓子である龍のひげ飴にも使用されている。
アメリカでは第一次世界大戦中、砂糖は配給制となり、 1920年代には麦芽シロップの商業的な生産が開始された。